# Machtergreifung
Machtergreifung ("grebet efter magten") var nazisternes egen betegnelse for Nationalsozialistische Deutsche Arbeiterpartei (NSDAP's) overtagelse af regeringsmagten i Tyskland og omdannelsen af Weimarrepublikkens demokrati til diktaturet i Det tredje rige fra 1933 til 1945.
Ordet oversættes ofte lidt fejlagtigt på dansk til det neutrale "magtovertagelse". På tysk spiller ordet på udtrykket eine Chance ergreifen, at gribe en chance. Nazisterne formulerede deres egen fortælling om vejen fra kampgruppe til magthavere, hvor mange af deres begreber havde et ideologisk og nærmest mytologisk, glorificeret indhold. "At gribe magten" passer ind i den nazistiske ideologi om "viljen til magten" ("Wille zur Macht"), dvs. at de stærkeste kan overtage magten hvis de kan og vil, fuldstændig uden hensyntagen til retsstat, grundlove og demokrati.
På tysk betragter man det ofte som nazistisk sprogbrug. Tyske historikere undgår derfor ofte helst at bruge begrebet, eller de sætter det i citationstegn. Det samme gælder en lang række af de ord som nazisterne brugte om deres eget regime.
Andre betegnelser er f.eks. Machtübernahme, Machtübergabe, Machtübertragung (magtovertagelse, magtovergivelse, magtoverdragelse) og Den brune revolution.
Nationalsocialisterne fejrede 30. januar Tag der nationalen Erhebung ("den nationale opstands dag") som begyndelsen på deres magtovertagelse. Den dag blev Adolf Hitler udnævnt tl rigskansler af rigspræsident Paul von Hindenburg. 

## Hitler-regeringen
Hitler blev leder af en koalitionsregering hvori NSDAP var repræsenteret med tre ministre. Derudover var der to ministre fra det konservative Tysknationale Folkeparti (DNVP), én fra den højreorienterede soldaterorganisation Stahlhelm og fem partiløse ministre af konservativt tilhørsforhold. Støttepartierne troede derfor at Hitlers magt ikke ville blive egenrådig.
Ud over posten som regeringsleder havde nazisterne også sikret sig indenrigsministerposten, som havde kontrol over politiet. Derved fik nazisterne mulighed for overgreb på socialdemokrater og kommunister og i sidste ende kontrol med hele samfundet.
De øvrige partier opløste sig selv efter nazistisk pres i sommeren 1933. Nogle af ministrene gik over til NSDAP, og andre blev afløst af nazister. Der fandtes dog enkelte ministre uden partimedlemsskab indtil 1941. Hitler-regeringen af 1933 eksisterede således med forskellige ændringer helt indtil 1945.